# 恵那市立中野方中学校
恵那市立中野方中学校（えなしりつ なかのほうちゅうがっこう）は、かつて岐阜県恵那市に存在した公立中学校。

## 概要
- 恵那市中野方町（旧・恵那郡中野方村）の中学校であった。1997年、笠置中学校、飯地中学校と統合。恵那北中学校の新設により廃校。
- 跡地は恵那市中野方グラウンドとなっている。

## 沿革
- 1947年（昭和22年）4月 - 中野方村立中野方中学校として開校。中野方小学校との併設校。校舎は中野方小学校の校舎の一部（明治34年完成）を使用。
- 1953年（昭和28年）12月 - 中野方村字竜部坂に新校舎が完成し移転。中野方小学校との併設を解消し、単独校となる。
- 1954年（昭和29年）
  - 3月 - 運動場が完成。
  - 4月1日 - 恵那郡大井町、長島町、東野村、三郷村、武並村、笠置村、中野方村、及び加茂郡飯地村が合併し、恵那市が発足。同時に恵那市立中野方中学校に改称する。
- 1997年（平成9年）
  - 3月28日 - 閉校式。
  - 3月31日 - 廃校。